# Арно, Фредерик
Фредерик Берна́р Жан Этьен Арно́ (фр. Frédéric Bernard Jean Étienne Arnault; род. 10 ноября 1995) — французский бизнесмен. С 2024 года является генеральным директором компании LVMH Watches.

## Биография
Фредерик Арно родился в Нейи-сюр-Сен, Франции. Является сыном Бернара Арно и его второй жены, франко-канадской пианистки Элен Мерсье. Окончил лицей Людовика Великого и Политехническую школу по специальности «прикладная математика и информатика».

## Карьера
Арно начал свою карьеру в LVMH в 2017 году. Сначала он возглавлял отдел связанных технологий, а затем стал директором по стратегии и цифровым технологиям. В 2020 году был назначен главным исполнительным директором бренда. 
До работы в LVMH проходил стажировки в McKinsey & Company и Facebook.
В январе 2024 года он был назначен генеральным директором LVMH Watches. В марте 2025 года был назначен генеральным директором итальянского люксового бренда Loro Piana.